# Tomislava
Tomislava je žensko osebno ime

## Izvor imena
Ime Tomislava je ženska oblika imena Tomislav.

## Različice imena
Ostale izpeljanke imena Tomislava so še: Tomislavka in Tonka.

## Pogostost imena
Po podatkih Statističnega urada Republike Slovenije je bili na dan 31. decembra 2007 v Sloveniji 30 oseb z imenom Tomislava.

## Osebni praznik
Osebe z imenom Tomislava godujejo skupaj s Tomaži, to je 28.januarja, 4. april 3. julija, 22. septembra ali pa 29. decembra.